# مارکوس گوئررو
مارکوس گوئررو (انگلیسی: Marcos Guerrero؛ زادهٔ ۱۶ آوریل ۱۹۸۴) بازیکن فوتبال اهل اسپانیا است.
از باشگاه‌هایی که در آن بازی کرده‌است می‌توان به باشگاه فوتبال هرکولس و باشگاه فوتبال زامورا اشاره کرد.